# Transformatorenhaus Trotha

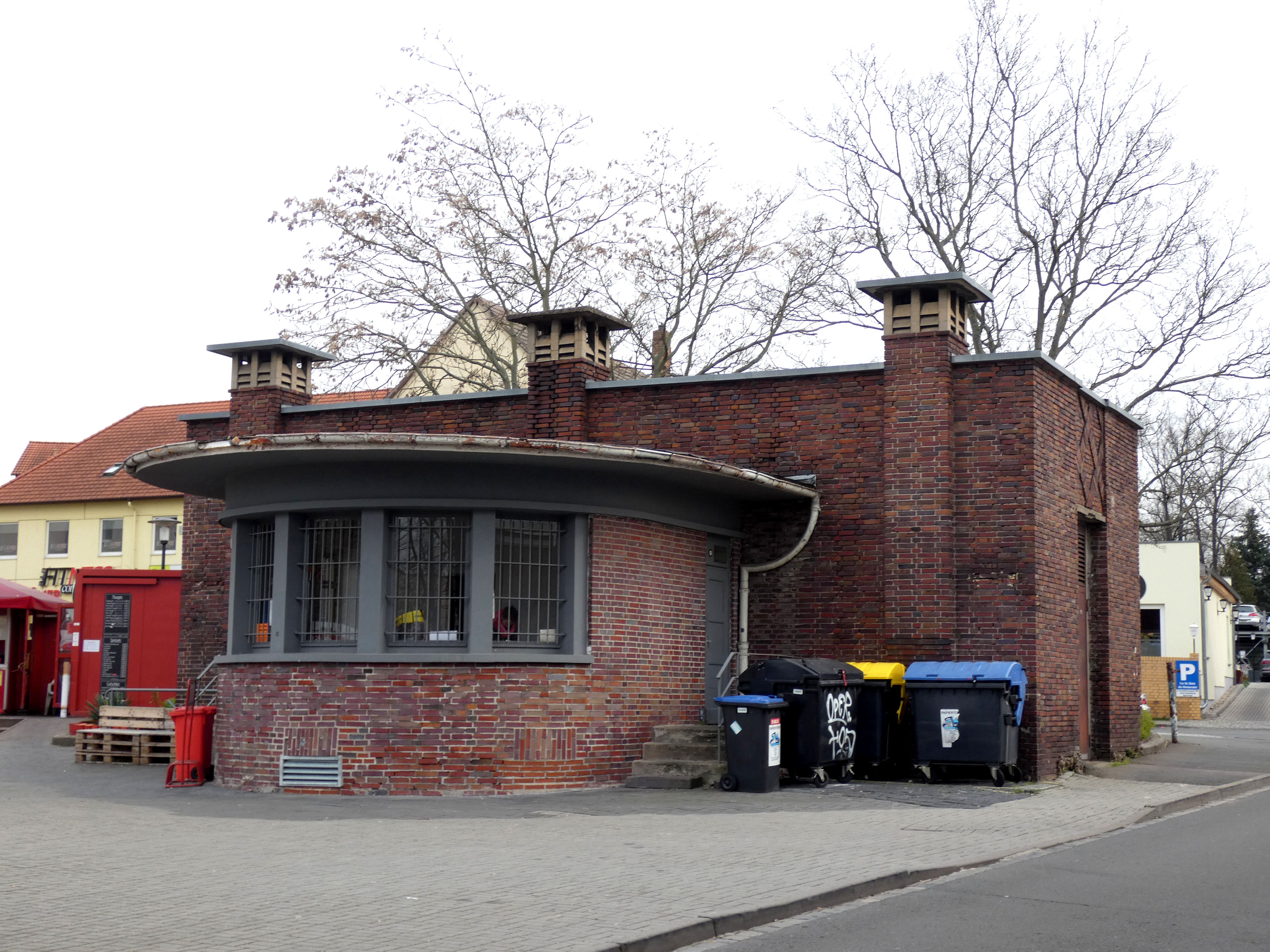
Transformatorenhaus Trotha

Das Transformatorenhaus Trotha ist ein für das Stromnetz der Stadt Halle (Saale) errichtetes Gebäude, das unter Denkmalschutz steht.

## Geschichte
Die von Stadtbaurat Wilhelm Jost im Auftrag der Werke der Stadt Halle AG (WEHAG) in den 1920er-Jahren entworfenen Gebäude für die Stromversorgung wurden an Knotenpunkten der Stadt Halle errichtet. Dazu zählte auch der 1900 eingemeindete nördliche Stadtteil Trotha, in dessen Nordwesten in den Jahren von 1924 bis 1926 das neue hallesche Kraftwerk erbaut wurde. In Trothas Zentrum war auf dem Denkmalplatz neben dem Kriegerdenkmal ausreichend Platz, um im Jahr 1925 eine Transformatorenstation samt Tankstelle zu errichten. Diese Kombination wurde auch beim Transformatorenhaus Rudolf-Breitscheid-Straße gewählt. Die Tankstelle, die sich schon allein wegen der Lage an der damaligen Fernverkehrsstraße 6 anbot, bestand bis in die 1990er-Jahre, dann wurden Teile davon abgerissen, so dass heute nur noch das Transformatorenhaus steht. Errichtet wurde es für die Umstellung von Gleichstrom auf Wechselstrom. Auf dem Areal befindet sich heute ein Imbissstand.

## Baubeschreibung
Erbaut wurde ein eingeschossiger Klinkerbau mit vorkragendem Flachdach und drei schornsteinähnlichen Dachaufsätzen für die Be- und Entlüftung. Diese befinden sich über der Nordfassade, an der auch ein halbrunder Anbau integriert wurde. Dieser Anbau findet sich auch beim Transformatorenhaus Universitätsring sowie beim Transformatorenhaus Moritzzwinger, die ebenfalls von Jost stammen. Er wurde auch hier als Kiosk genutzt, gehörte aber zur nördlich davon zu findenden Tankstelle, da der Tankwart ihn als Aufenthaltsraum nutzte.
Die nicht erhaltene Tankstelle bestand aus einem großen Dach, das auf vier Pfeilern ruhte, sowie mehreren Zapfsäulen. Ähnlich wie bei den meisten anderen dieser Bauten sah Jost auch hier die Nebennutzung als Mittel, um Sorgen bezüglich der Strombauten zu verringern, die insbesondere in der Frühphase recht laut waren. Zudem diente das Gebäude durch seine zentrale Lage am Ortseingang an der Fernstraße als repräsentativer Werbeträger für die moderne Stadt.
Das Transformatorenhaus ist als Baudenkmal im Denkmalverzeichnis mit der Erfassungsnummer 094 97077 eingetragen. Die Fassade wurde durch expressionistische Ornamentik aufgelockert, die – ähnlich wie beim Umspannwerk Stadtpark oder beim Transformatorenhaus Huttenstraße – als dekoratives Flechtmuster gestaltet wurde.